# Srédéts (obchtina)
Pour l’article homonyme, voir Srédéts.
La commune de Srédéts (en bulgare Община Средец - Obchtina Srédéts) est située dans le sud-est de la Bulgarie.

## Géographie
La commune de Srédéts est située dans le sud-est de la Bulgarie, le long de la frontière avec la Turquie, à 340 km à l'est de la capitale - Sofia - et à 22 km au sud-ouest de la capitale régionale Bourgas. Elle est l'une des plus étendues de Bulgarie avec une superficie d'environ 1 150 km2. Son chef lieu est la ville de Srédéts et elle fait partie de la région administrative de Bourgas.
| 1975 | 1985 | 1992 | 2001 | 2005   | 2010   |
| ---- | ---- | ---- | ---- | ------ | ------ |
| -    | -    | -    | -    | 15 573 | 15 975 |

,

## Histoire
Pendant l'Antiquité, un village existait à proximité de l'actuelle ville de Srédéts. Les environs étaient habités par des tribus Thraces (Odryses, Scyrmiades). Après la conquête romaine au début du Ier siècle, le territoire de l'actuelle commun fit partie de la province de Thrace (46) puis de celle de Hémimont (297).
Saint Sofronii de Vratsa enseigna, de 1792 à 1794, dans l'école communale du village de Karabounar (Puits noir).
Libérée de l'occupation ottomane, le 16 février 1878 par le 93e régiment d'infanterie d'Irkoutsk, la commune fut intégrée à la province autonome de Roumélie orientale (1878) puis, avec cette dernière, à la Principauté de Bulgarie (1885).

## Administration

### Structure administrative
La commune compte 1 ville et 32 villages :
| - ville de Srédéts - village de Bélévrén - village de Bélila - village de Bistréts - village de Bogdanovo - village de Débélt - village de Dolno Yabalkovo - village de Dratchévo - village de Draka - village de Dulévo | - village de Fakia - village de Golyamo Boukovo - village de Gorno Yabalkovo - village de Granitchar - village de Granitéts - village de Kirovo - village de Koubadin - village de Malina - village de Momina Tsarkva - village de Orlintsi | - village de Prokhod - village de Pantchévo - village de Radoïnovo - village de Rossénovo - village de Sinyo kaméné - village de Slivovo - village de Soukhodol - village de Svétlina - village de Trakiytsi - village de Varovnik | - village de Valtchanovo - village de Zagortsi - village de Zornitsa |

### Maires
| - 1944 - 1946 Hristo Guérguiév - 1946 - 1950 Stoïko Chivarov (PCB) - 1951 - 1953 Haralampi Zgourafov (PCB) - 1953 - 1954 Péntcho Péntchév (PCB) - 1954 - 1956 Haralampi Zgourafov (PCB) - 1956 - 1959 Haralampi Zgourafov (PCB) - 1959 - 1962 Haralampi Zgourafov (PCB) - 1962 - 1964 Boïo Boév (PCB) - 1964 - 1971 Péntcho Péntchév (PCB) - 1971 - 1990 Dimitar Kitchév (PCB) | - 1990 - 1999 Boïtcho Koléliév - 1999 - 2003 Néntcho Néntchév - 2003 - 20.. Todor Stantchév (PSB) |

## Galerie

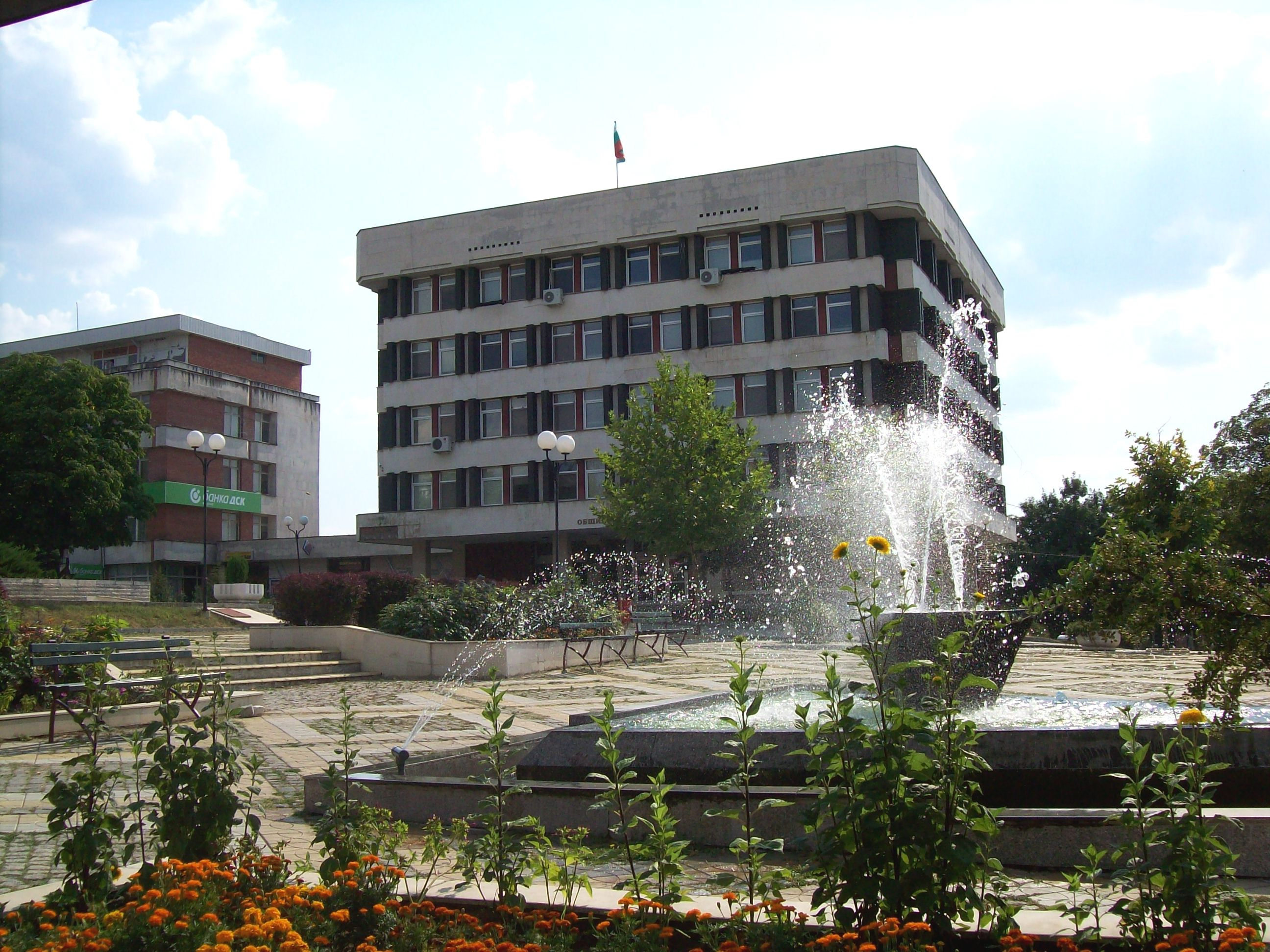
La mairie de Srédéts
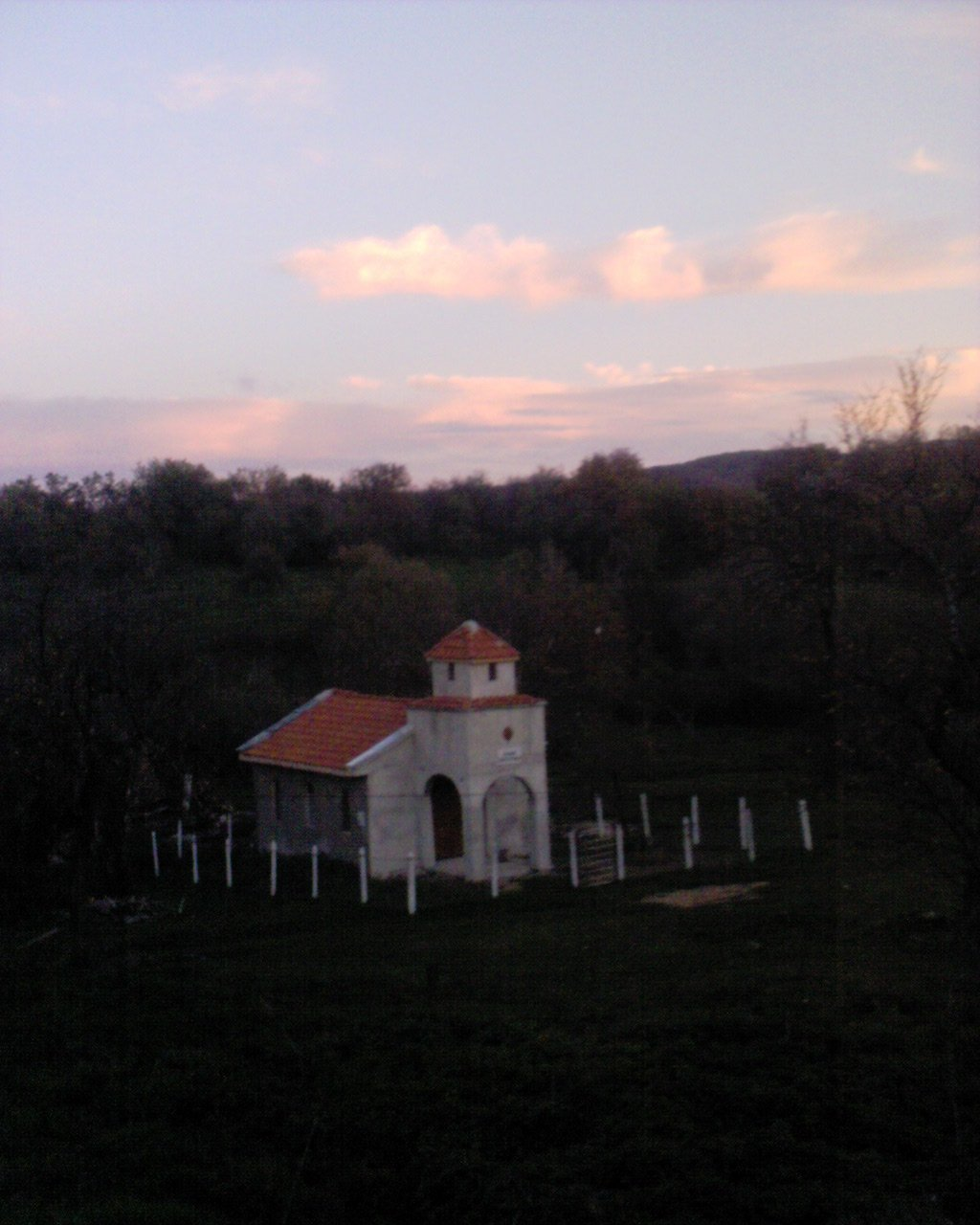
La chapelle à Bélévrén
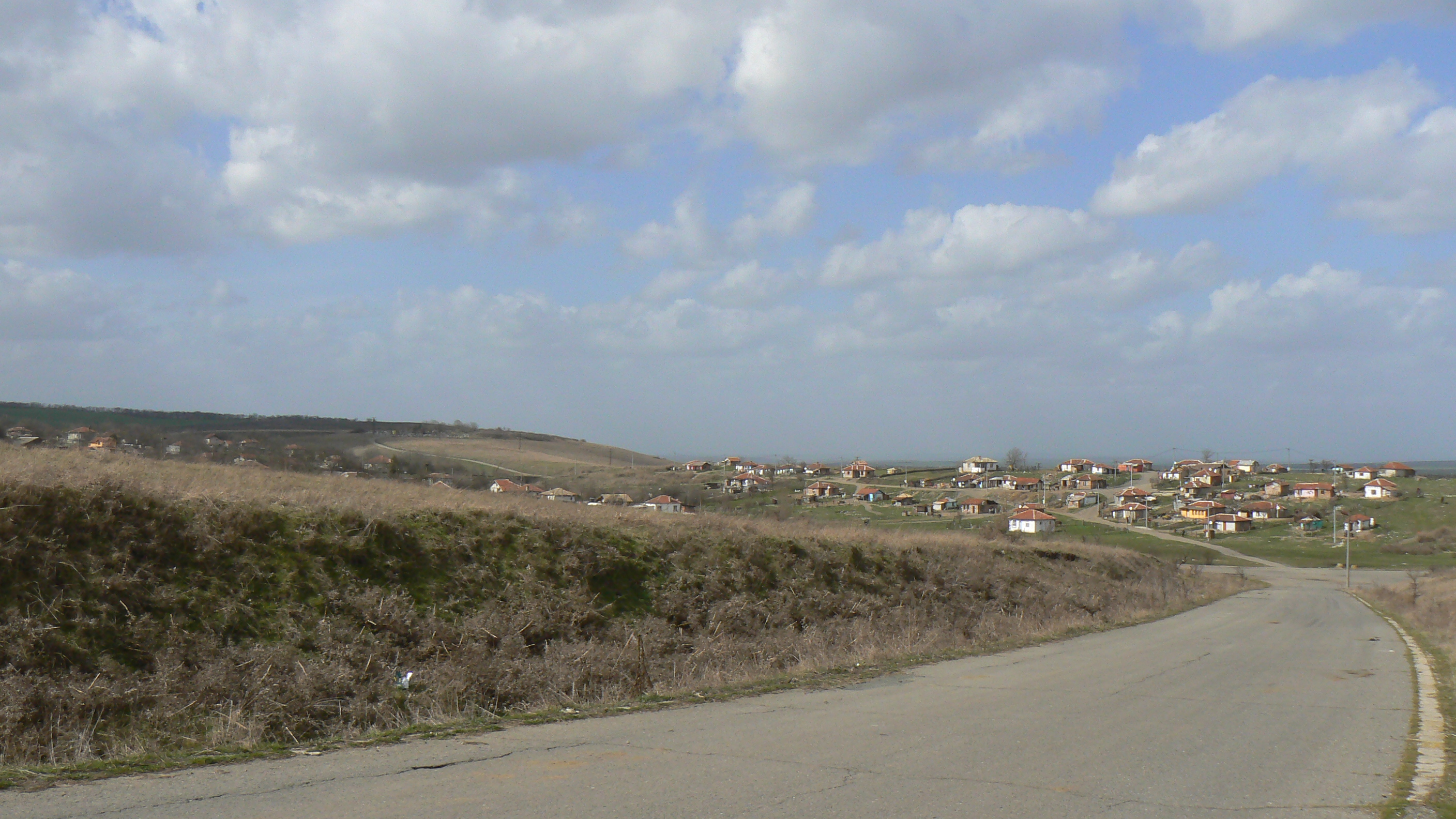
Le village de Débélt
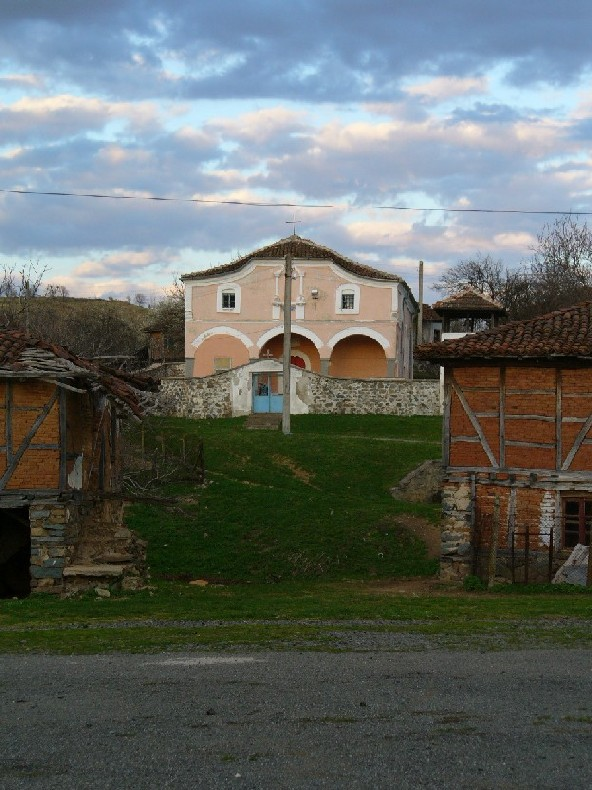
La chapelle à Gorno Yabalkovo.